# Rudram-1
El Rudram (también conocido como Rudram-1, Rudra, que significa "eliminador de penas") es una serie de misiles antirradiación y de aire-tierra desarrollados por la Organización de Investigación y Desarrollo de Defensa de la India. Puede lanzarse desde una variedad de altitudes con una gran distancia de separación para destruir radares de vigilancia, estaciones de comunicación y búnkeres enemigos.  Será fabricado conjuntamente por Bharat Dynamics Limited y Bharat Electronics Limited después de las pruebas y la introducción. DRDO también involucró a Adani Defence and Aerospace bajo el programa Development cum Production Partner para la producción en masa.